# Cahottes
Cahottes of Les Cahottes is een plaats van de Belgische provincie Luik, behorende tot de gemeente Flémalle. Nabij Cahottes bevindt zich de luchthaven van Luik.
Tot 1976 hoorde Les Cahottes bij de gemeente Horion-Hozémont, dat nu een deelgemeente is van Grâce-Hollogne.

## Bezienswaardigheden
- De Sint-Remacluskerk

## Natuur en landschap
Cahottes ligt op het Haspengouws Plateau, op een hoogte van ongeveer 190 meter. Ten noorden van het dorp ligt een bedrijventerrein, de E 42 en de Luchthaven van Luik. Naar het westen toe wordt het gebied landelijk.
Op het grondgebied van Cahottes ligt het natuurgebied "La Source", waarin een groot aantal vogelsoorten huist.

## Nabijgelegen kernen
Awirs, Hozémont, Lexhy, Mons-lez-Liège
Deelgemeenten: Awirs · Chokier · Flémalle-Grande · Flémalle-Haute · Gleixhe · Ivoz-Ramet · Mons-lez-Liège

Overige plaatsen: Cahottes · Souxhon

Belgische gemeenten · arrondissement Luik · provincie Luik · Wallonië